# Oerol

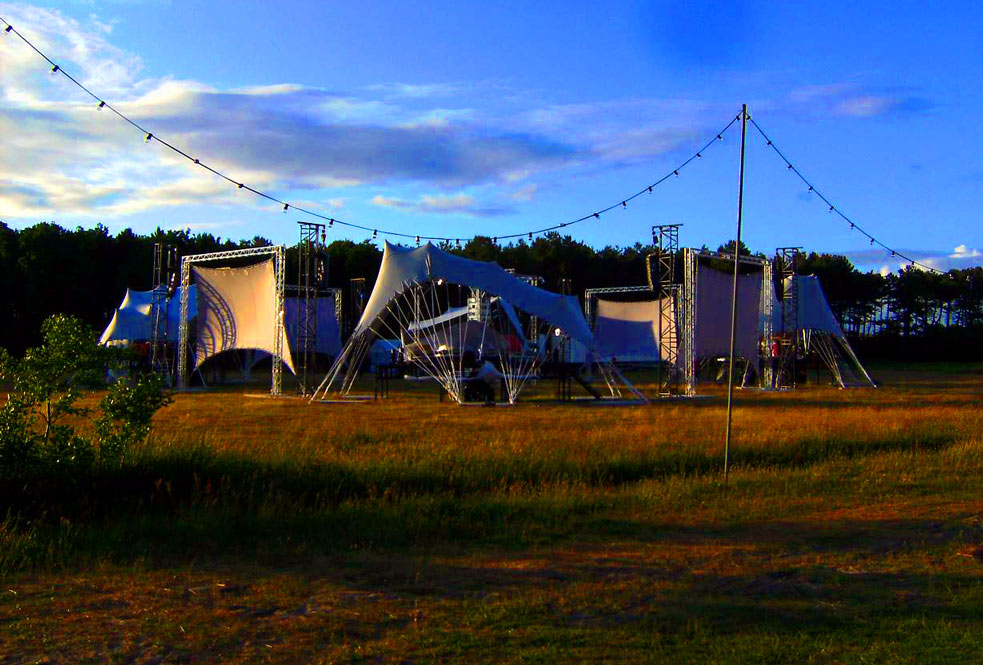
Opbouw van het "Time Project" voor Oerol 2008

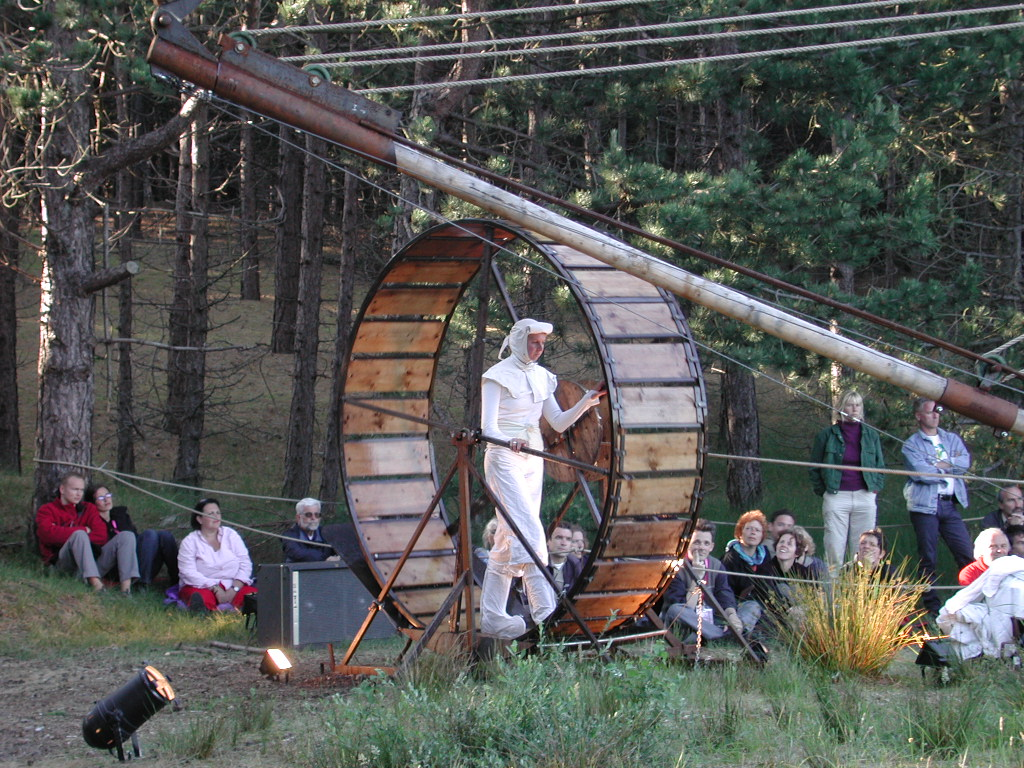
Oerol

Oerol is een jaarlijks terugkerend tiendaags cultureel festival in juni, dat wordt gehouden op het Nederlandse eiland Terschelling. Dit festival werd in 1981 opgericht door Joop Mulder, destijds eigenaar van café De Stoep in Midsland. De eerste editie vond plaats op 18 juni 1982.
Oerol is uitgegroeid tot een van de grootste locatietheaterfestivals in Europa. Oerol wordt geprogrammeerd aan het begin van de zomer, als het eiland volop in het groen staat. Heel Terschelling vormt de locatie voor het Festival, waarbij intensief wordt opgetrokken met Staatsbosbeheer, een van de partners. Op Oerol is ruimte voor het experiment en jonge makers, maar er is ook plek voor gevestigde groepen die die in première gaan op Oerol. Ieder jaar komen zo'n 55.000 bezoekers naar de Nederlandse en internationale theatervoorstellingen, muziek, Expedities, Talks en Pop-up Performance tijdens deze tijdelijke maatschappij op een eiland.
Vanwege de COVID-19-pandemie werden de fysieke Festivals van 2020 en 2021 afgelast. Oerol ontwikkelde in korte tijd Het Imaginaire Eiland, een online omgeving waar de bezoekers in deze jaren Oerol thuis konden beleven. Voor dit online platform werden speciale voorstellingen gemaakt, talkshows en podcasts. Tevens werd Radio Oerol in het leven geroepen en was de online Dagkrant voor iedereen te lezen. In 2021 ging de focus vooral naar de 15 makers die tijdens het Oerol Lab gezamenlijk werkten, een aantal extra residenties en de mogelijkheid voor groepen de voorstelling af te maken voor toekomstige speelplekken. 
In 2024 moest het programma op de vierde dag worden aangepast vanwege hevig regenval waardoor een deel van het festivalterrein onder water kwam te staan. Hierdoor  moesten zeven voorstellingen worden afgelast. Ook de expedities stopten om die reden die dag eerder. Ook was een landschapskunstwerk dat was aangelegd ter nagedachtenis aan de overleden oprichter Joop Mulder hierdoor een hele tijd niet te bereiken. Het straattheater en de optredens bij De Deining gingen op die dag wel door, maar werden naar binnen verplaatst. De afgelaste voorstellingen werden verplaatst naar de woensdag.
Op NPO 1 wordt in de week van Oerol dagelijks het programma Opium op Oerol uitgezonden door de AVROTROS, waarin Cornald Maas live verslag doet van het festival.

## Subsidie
Door de jaren heen kampte het festival verschillende keren met financiële problemen. Dieptepunt was editie 1993, waar festivaldirecteur Mulder tijdens de opening aankondigde dat onderhandelingen met het ministerie van WVC en de provinciebestuur van Friesland op niets waren uitgelopen, en dat ditmaal het laatste festival plaatsvond. In de veronderstelling dat het de laatste keer was verlieten bezoekers teleurgesteld het eiland. Evenwel werd kort daarna toch een oplossing gevonden.
Op de slotdag van Oerol in 2004 maakte Mulder wederom bekend dat het voortbestaan van het Festival werd bedreigd. Alhoewel er een recordaantal bezoekers (55.000) was gekomen, verkeerde de organisatie opnieuw in financiële nood. De subsidie van € 180.000 was niet voldoende om het festival ook in de volgende jaren te kunnen blijven organiseren en bekostigen. "Wij willen minimaal € 400.000, anders gaat het volgend jaar niet door", zei Mulder op de slotdag van de 23e Oerol-editie.
In 2005 werd de structurele steun aan het festival daadwerkelijk uitgebreid en was de 24ste editie veiliggesteld.
Sinds 2017 heeft Oerol een stabiele plek in het bestel en is onderdeel van de Basis Infrastructuur (BIS) met een bescheiden structurele subsidie. Dankzij de extra subsidies tijdens de COVID-19-pandemie verkeerde Oerol financieel niet in gevaar en konden medewerkers en makers alsnog aanspraak maken op (een deel van de) afgesproken honoraria.

## Naam
De naam van het Festival is afgeleid van het woord "overal" in Terschellings. De term duidt de tijd van het jaar aan dat het vee overal op het eiland werd losgelaten om te kunnen grazen. Vroeger gebeurde dat zowel in het vroege voorjaar als in de late herfst, als het gras op de eigen weilanden ontoereikend was. Niet alle eilanders waren blij met oerol. Na de komst van de eerste verharde wegen op het eiland kwamen er al snel ongelukken van; men fietste soms 's nachts pardoes tegen midden op de weg slapende koeien. Dit oorspronkelijke "oerol"-gebruik werd tijdens de Tweede Wereldoorlog op last van de Duitse bezetter afgeschaft en keerde ook na de oorlog niet meer terug.

## Overlijden Joop Mulder
Op 10 januari 2021 overleed Joop Mulder, de grondlegger van het festival, op 67-jarige leeftijd.
Zijn gedachtegoed wordt, behalve in de toekomstige edities van Oerol, levend gehouden in de Streken, een landschapskunstwerk door Marc van Vliet. Voor Mulder was de Streken een iconisch werk van waar je het Waddenlandschap op een bijzondere wijze kunt beleven. Het was dan ook zijn droom om het een blijvende plek aan de Waddenkust te geven. Het is de bedoeling dat de Streken, als eerbetoon aan Mulder, vanaf de zomer tot 16 september te zien is bij Oosterend, elke zomer opnieuw wordt opgebouwd en 's zomers in de Waddenzee geplaatst wordt met behulp van particuliere giften. 
Aan de overkant van het Wad is door Sense of Place een bankje geplaatst, getiteld: "watdataangaat". Dit geldt als een beroemde uitspraak van Mulder.